# Eliomys melanurus
Eliomys melanurus és una espècie de mamífer rosegador esciüromorf de la família Gliridae. Es troba a Algèria, Egipte, l'Iraq, Israel, Jordània, el Líban, Líbia, el Marroc, l'Aràbia Saudita, Síria, Tunísia i Turquia.

## Hàbitat
Els seus hàbitats naturals els boscos temperats, les zones de matolls seques, tant subtropicals o com tropicals, zones de vegetació de tipus mediterrani arbustiva i zones rocoses.